# Lana Eberle
Lana Eberle (Schwetzingen, 28 novembre 2003) è una pistard e ciclista su strada tedesca che corre per il Ceratizit-WNT Pro Cycling Team. Nella categoria Juniores ha vinto diverse medaglie ai mondiali e agli europei su pista; è attiva come Elite dal 2022.

## Palmarès

### Pista
- 2022

Campionati tedeschi, Inseguimento a squadre (con Lisa Brennauer, Laura Süßemilch e Lea Lin Teutenberg)
Campionati tedeschi, Americana (con Lena Charlotte Reißner)

## Piazzamenti

### Competizioni mondiali
- Campionati del mondo su pista

Il Cairo 2021 - Inseguimento a squadre Junior: 6ª
Il Cairo 2021 - Corsa a eliminazione Junior: 2ª
Il Cairo 2021 - Omnium Junior: 7ª
Il Cairo 2021 - Americana Junior: 5ª
Saint-Quentin-en-Yvelines 2022 - Inseguimento a squadre: 6ª
Saint-Quentin-en-Yvelines 2022 - Inseguimento individuale: 15ª
- Campionati del mondo su strada

Fiandre 2021 - In linea Junior: 28ª

### Competizioni europee
- Campionati europei su pista

Fiorenzuola d'Arda 2020 - Inseguimento a squadre Junior: 3ª
Fiorenzuola d'Arda 2020 - Corsa a punti Junior: 6ª
Fiorenzuola d'Arda 2020 - Corsa a eliminazione Junior: 5ª
Apeldoorn 2021 - Inseguimento a squadre Junior: 3ª
Apeldoorn 2021 - Corsa a eliminazione Junior: 3ª
Apeldoorn 2021 - Omnium Junior: 6ª
Apeldoorn 2021 - Americana Junior: 2ª
Anadia 2022 - Inseguimento individuale Under-23: 9ª
Anadia 2022 - Inseguimento a squadre Under-23: 3ª
Anadia 2022 - Americana Under-23: 4ª
Anadia 2023 - Americana Under-23: 6ª
Cottbus 2024 - Corsa a eliminazione Under-23: 10ª
- Campionati europei su strada

Plouay 2020 - In linea Junior: 35ª